# Saison 5 de South Park
Chronologie
Saison 4 Saison 6
Cet article présente le guide des épisodes de la cinquième saison de la série télévisée South Park. 

## Épisodes
| № | #  | Titre                                                                                | Réalisation              | Scénario                 | Première diffusion |
| --- | -- | ------------------------------------------------------------------------------------ | ------------------------ | ------------------------ | ------------------ |
| 66 | 1  | Y'en a dans le ventilo It Hits the Fan                                               | Trey Parker              | Trey Parker & Matt Stone | 20 juin 2001       |
| South Park est en effervescence. La sulfureuse série Cop Drama va oser prononcer le mot « merde » à la télévision, le rendant ainsi parfaitement utilisable par tout le monde sans limitation. Mais le mot « merde » est maudit.                              |    |                                                                                      |                          |                          |                    |
| 67 | 2  | Scott Tenorman doit mourir Scott Tenorman Must Die                                   | Eric Stough & Matt Stone | Trey Parker              | 11 juillet 2001    |
| Cartman se fait rouler dans la farine par un lycéen et décide de se venger de façon retentissante. |    |                                                                                      |                          |                          |                    |
| 68 | 3  | Combat d'infirmes Cripple Fight                                                      | Trey Parker              | Trey Parker & Matt Stone | 27 juin 2001       |
| Al Super Gay est viré des scouts parce qu'il est gay. Les enfants font la connaissance de Jimmy Valmer, un handicapé qui prend la vie avec humour, mais Timmy est jaloux du succès de Jimmy, et un combat d'infirmes est engagé.                              |    |                                                                                      |                          |                          |                    |
| 69 | 4  | Les Super Meilleurs Potes Super Best Friends                                         | Trey Parker              | Trey Parker              | 4 juillet 2001     |
| Les enfants sont embrigadés dans une secte. Stan fait appel à son pote Jésus, et à ses « Super Meilleurs Potes ». |    |                                                                                      |                          |                          |                    |
| 70 | 5  | Terrance et Philippe : de tempêtes en naufrage Terrance and Phillip: Behind the Blow | Trey Parker              | Trey Parker              | 18 juillet 2001    |
| Les enfants se retrouvent piégés par des promesses abusives faites aux dirigeants du Jour de la terre et doivent convaincre Terrance et Philippe de se reformer.                                                                                              |    |                                                                                      |                          |                          |                    |
| 71 | 6  | CartmanLand                                                                          | Trey Parker              | Trey Parker              | 25 juillet 2001    |
| Le rêve le plus fou de Cartman se réalise : Il hérite d'un million de dollars. Kyle en est tellement ulcéré qu'il attrape un hémorroïde à l'anus. Ce qui n'empêche pas Cartman de s'acheter son propre parc d'attraction.                                     |    |                                                                                      |                          |                          |                    |
| 72 | 7  | Du bon usage du préservatif Proper Condom Use                                        | Trey Parker & Matt Stone | Trey Parker & Matt Stone | 1 août 2001        |
| Les parents découvrent que leurs enfants sont très mal informés sur les choses du sexe et exigent que l'école leur donne des cours de plus en plus jeunes. Mme Crockelpaf, Mr Mackey et Mr Garrison doivent donc se montrer à la hauteur de la tâche.         |    |                                                                                      |                          |                          |                    |
| 73 | 8  | Servietsky Towelie                                                                   | Trey Parker              | Trey Parker              | 8 août 2001        |
| Les enfants rencontrent une serviette cybernétique et se retrouvent entrainés dans une aventure extravagante pour retrouver leur console de jeu. |    |                                                                                      |                          |                          |                    |
| 74 | 9  | Oussama Ben Laden pue du cul Osama Bin Laden Has Farty Pants                         | Trey Parker              | Trey Parker & Matt Stone | 7 novembre 2001    |
| Les enfants reçoivent une chèvre venue d'Afghanistan. Ne sachant pas quoi en faire, ils décident de la renvoyer là bas. Ils sont alors pris en otages par Oussama Ben Laden.                                                                                  |    |                                                                                      |                          |                          |                    |
| 75 | 10 | Comment manger avec son cul How to eat with your butt                                | Trey Parker              | Trey Parker              | 14 novembre 2001   |
| Cartman réalise une blague aux dépens de la famille Thompson, des gens atteints du Syndrome de Polarité Torsonique, dont la tête ressemble au derrière. Les remords lui font perdre sa capacité à rire.                                                       |    |                                                                                      |                          |                          |                    |
| 76 | 11 | L'Engin The Entity                                                                   | Trey Parker              | Trey Parker & Matt Stone | 21 novembre 2001   |
| Mr Garrison invente un engin de transport révolutionnaire parodiant le Segway. Kyle est gêné de devoir recevoir son cousin du Connecticut, un jeune Juif caricatural.                                                                                         |    |                                                                                      |                          |                          |                    |
| 77 | 12 | Les riches débarquent Here Comes the Neighborhood                                    | Eric Stough              | Trey Parker              | 28 novembre 2001   |
| Se sentant rejeté, Token décide d'appeler d'autres riches. Mais les hommes de la ville ne supportent pas l'arrivée de ces riches... qui sont tous noirs. |    |                                                                                      |                          |                          |                    |
| 78 | 13 | Kenny se meurt Kenny Dies                                                            | Trey Parker              | Trey Parker & Matt Stone | 5 décembre 2001    |
| Kenny meurt lentement d'une maladie inguérissable. Les autres enfants sont pour une fois abattus. Cartman tente de le sauver en faisant reprendre la recherche sur les cellules souches.                                                                      |    |                                                                                      |                          |                          |                    |
| 79 | 14 | L'Épisode de Butters Butters' Very Own Episode                                       | Eric Stough              | Trey Parker              | 12 décembre 2001   |
| La vie familiale de Butters sombre au cauchemar, et sa mère tente de le tuer. Le jeune garçon garde son optimisme et son insouciance tout au long d'une odyssée délirante. Ses parents, le croyant mort, reçoivent le soutien d'individus peu recommandables. |    |                                                                                      |                          |                          |                    |